# Бартолинит
Бартолинит — воспаление большой железы преддверия влагалища. Вызывается чаще гонококками, стафилококками, реже стрептококками, кишечной палочкой, трихомонадами и другими микроорганизмами, обычно проникающими в выводной проток железы из инфицированных выделений влагалища или уретр

## Клинические формы
- острый бартолинит – воспалительный процесс бартолиновой железы без закупорки протока;
- абсцесс бартолиновой железы – воспалительный процесс бартолиновой железы с закупоркой протока[3].

## Клиническая картина
При бартолините кожный покров малой половой губы краснеет вокруг отверстия бартолиновой железы. При пальпации обнаруживается утолщенный выводной проток железы, который при ощупывании вызывает болезненные ощущения. В течение заболевания выводной проток железы закупоривается из-за его отёка и сгущения секрета, что благоприятствует скорому распространению воспалительного процесса на ткань железы и возникновению непосредственно бартолинита.
Пациенты жалуются на боли в области поражённой железы, неприятные ощущения во время полового акта, неудобство при ходьбе и общее недомогание. 

## Диагностика
В общем анализе крови наблюдается умеренный лейкоцитоз со сдвигом влево, увеличение СОЭ. Для выявления возбудителя применяют бактериоскопическое исследование отделяемого из влагалища и поверхности вульвы.

## Дифференциальная диагностика
Бартолинит необходимо дифференцировать с кистой бартолиновой железы, гематомой в области вульвы, фурункулёзом больших половых губ, парауретральными кистами, атрофическими вульвитом и вагинитом. 

## Лечение
При бессимптомном течении бартолинита лечение не требуется, необходимо наблюдение, соблюдение гигиены и сбалансированное питание. При остром бартолините или спонтанном разрыве абсцесса рекомендуются местные тёплые ванночки и обезболивание. 
Тёплыми местными ванночками можно ускорить созревание малых абсцессов до развития стадии, пригодной для разреза и дренажа. После самостоятельного или хирургического дренажа назначаются антибиотики широкого спектра действия.  